# HD 101570
HD 101570 är en ensam stjärna belägen i den södra delen av stjärnbilden Kentauren. Den har en skenbar magnitud av ca 4,93 och är svagt synlig för blotta ögat där ljusföroreningar ej förekommer. Baserat på parallax enligt Gaia Data Release 2 på ca 2,9 mas, beräknas den befinna sig på ett avstånd på ca 1 120 ljusår (ca 340 parsek) från solen. Den rör sig bort från solen med en heliocentrisk radialhastighet på ca 18 km/s.

## Egenskaper
HD 101570 är en gul till vit superjättestjärna av spektralklass G3 Ib. Den har en radie som är ca 62 solradier och har ca 1 640 gånger solens utstrålning av energi från dess fotosfär vid en effektiv temperatur av ca 4 700 K. Stjärnan har onormalt hög rotation för sitt utvecklingsstadium med en projicerad rotationshastighet av 21,4 km/s.